# National Security Archive
Het National Security Archive (NSA) is een 501 (c) (3) niet-gouvernementele, non-profit onderzoeks- en archiveringsinstelling binnen de George Washington-universiteit in Washington, D.C. Het in 1985 door Scott Armstrong opgerichte instituut archiveert en publiceert gedeclassificeerde documenten van de Amerikaanse overheid over specifieke thema's van het Amerikaanse buitenlandse beleid.
Het Archief verzamelt en analyseert de documenten van de vele verschillende overheidsinstellingen die zijn verkregen door een beroep te doen op de Freedom of Information Act (FOIA, vergelijkbaar met de Nederlandse Wet openbaarheid van bestuur, in België is dit recht direct verankerd in de grondwet).
Het NSA selecteert vervolgens de te publiceren documenten in de vorm van manuscripten en microfilm en stelt deze beschikbaar via de website van het instituut. Via de website vindt een half miljoen downloads per dag plaats.
Volgens een artikel in The Washington Post beroept het NSA zich ongeveer 2.000 maal per jaar op de FOIA om de Amerikaanse overheid te dwingen documenten vrij te geven en verzamelt hiermee ongeveer 75.000 documenten. In 2006 ging het NSA 549 maal in hoger beroep tegen FOIA-besluiten en heeft meer dan 40 verzoeken tot het voeren van rechtszaken ingediend om de naleving van zijn verzoeken af te dwingen.